# Арт (Швиц)
Арт (нем. Arth) — город в Швейцарии, в кантоне Швиц. Расположен на берегу Цугского озера.
Входит в состав округа Швиц. Население составляет 12 154 человека (на 31 декабря 2019 года). Официальный код — 1362.

## Состав коммуны
- Оберарт